# Crustulina ambigua
Crustulina ambigua är en spindelart som beskrevs av Simon 1889. Crustulina ambigua ingår i släktet Crustulina och familjen klotspindlar.
Artens utbredningsområde är Madagaskar. Inga underarter finns listade i Catalogue of Life.